# Nobelprijs voor Scheikunde

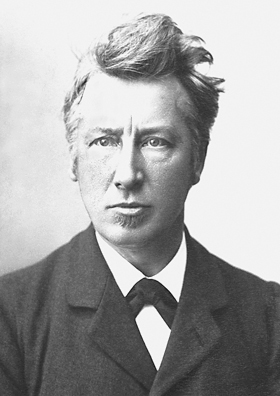
Jacobus van 't Hoff (1852-1911) ontving als eerste de Nobelprijs voor Scheikunde, "voor zijn ontdekking van de wetten van chemische evenwichten en osmotische waarde in oplossingen"

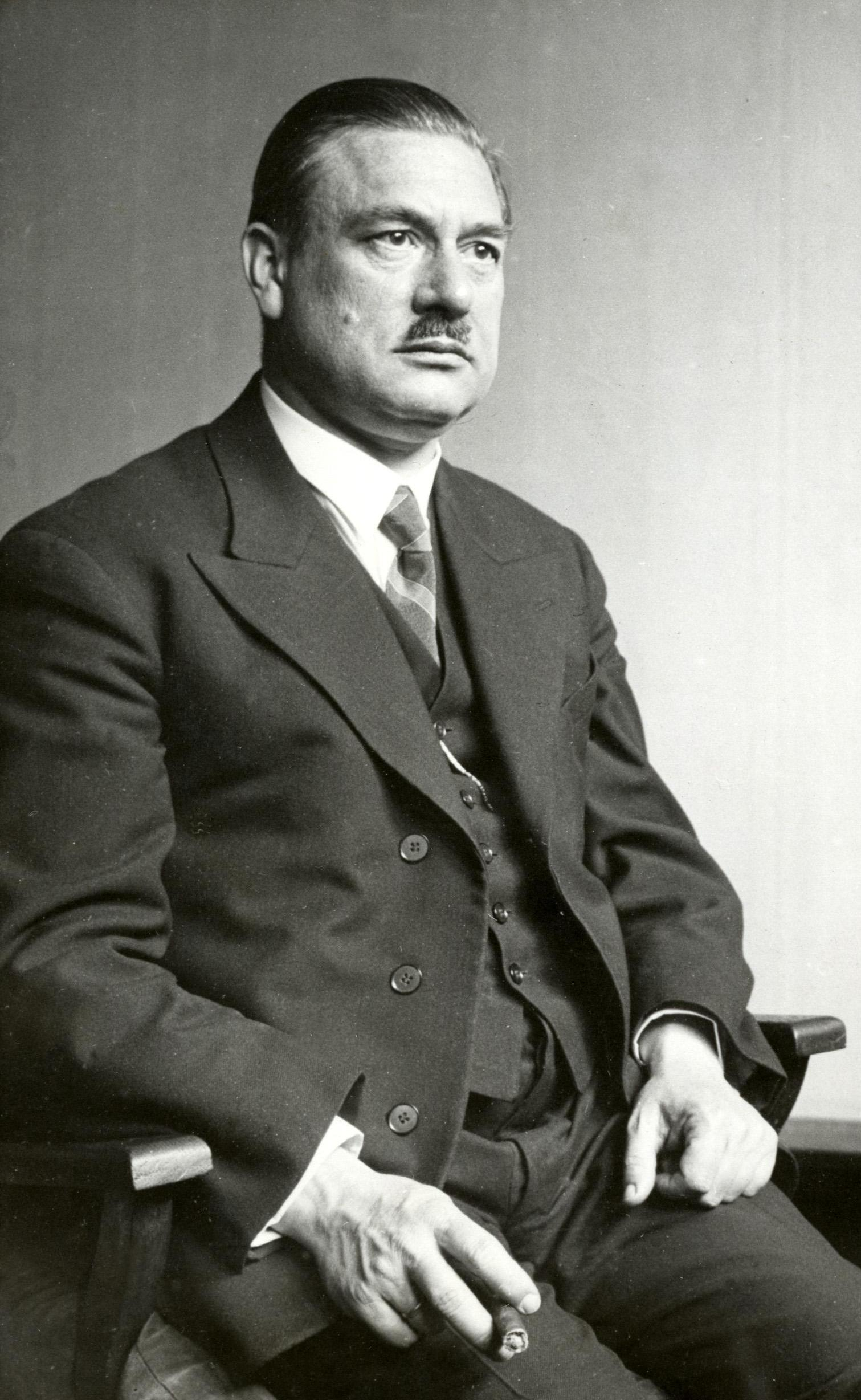
Peter Debije ontving in 1936 de Nobelprijs voor zijn verdiensten op het gebied van de moleculaire structuur door onderzoek naar dipoolmomenten en de diffractie van röntgenstralen en elektronen in gassen.

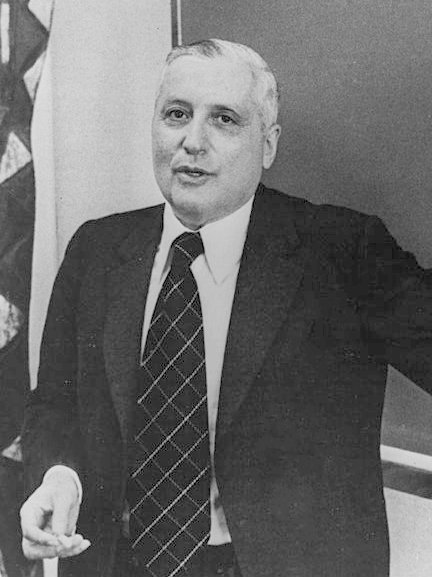
Ilya Prigogine (1917-2003) ontving in 1977 de Nobeplrijs voor zijn bijdrage aan de niet-evenwichtthermodynamica

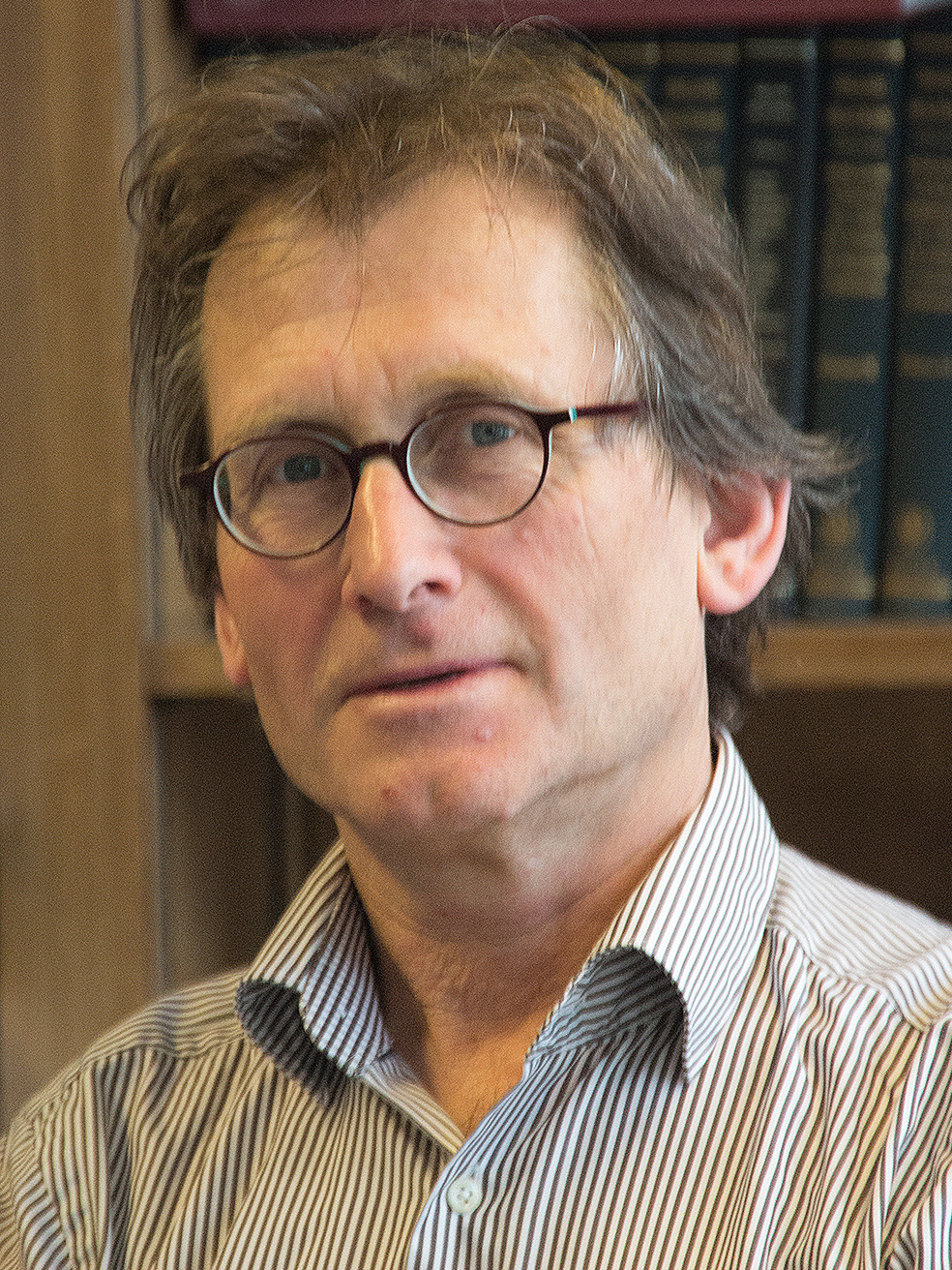
Ben Feringa (1951) ontving in 2016 de Nobelprijs voor de ontwikkeling van moleculaire machines

De Nobelprijs voor Scheikunde wordt jaarlijks toegekend door een commissie van de Koninklijke Zweedse Academie voor Wetenschappen.
Lijst met winnaars van de Nobelprijs voor Scheikunde.
| Jaar | Naam                                                        | Land                                         | Toelichting |
| ---- | ----------------------------------------------------------- | -------------------------------------------- | --- |
| 1901 | Jacobus van 't Hoff                                         | Nederland                                    | "Voor zijn ontdekking van de wetten van chemische evenwichten en osmotische waarde in oplossingen."                                                                |
| 1902 | Hermann Emil Fischer                                        | Duitsland                                    | "Voor zijn werk op het gebied van de synthese van suiker en purine."                                                                                               |
| 1903 | Svante Arrhenius                                            | Zweden                                       | "Voor zijn elektrolytische dissociatietheorie." |
| 1904 | William Ramsay                                              | Verenigd Koninkrijk                          | "Voor zijn ontdekking van de edelgassen in lucht." |
| 1905 | Adolf von Baeyer                                            | Duitsland                                    | "Voor zijn werk op het gebied van organische verven en aromatische verbindingen."                                                                                  |
| 1906 | Henri Moissan                                               | Frankrijk                                    | "Voor zijn onderzoek naar en isolatie van het element fluor en voor zijn introductie van de naar hem genoemde elektrische oven."                                   |
| 1907 | Eduard Buchner                                              | Duitsland                                    | "Voor zijn verdiensten in de gisttechnologie." |
| 1908 | Ernest Rutherford                                           | Nieuw-Zeeland                                | "Voor zijn onderzoek naar het uiteenvallen van elementen en de chemie van radioactieve stoffen."                                                                   |
| 1909 | Wilhelm Ostwald                                             | Duitsland                                    | "Voor zijn verdiensten in de katalyse en voor zijn onderzoek naar chemische evenwichten en reactiesnelheden."                                                      |
| 1910 | Otto Wallach                                                | Duitsland                                    | "Voor zijn verdiensten op het gebied van alicyclische verbindingen."                                                                                               |
| 1911 | Marie Curie                                                 | Polen                                        | "Voor haar ontdekking van radium en polonium en voor haar studie naar de aard en samenstelling van deze opmerkelijke elementen."                                   |
| 1912 | Victor Grignard                                             | Frankrijk                                    | "Voor zijn ontdekking van het Grignard-reagens en de bijbehorende Grignard-reactie."                                                                               |
| 1912 | Paul Sabatier                                               | Frankrijk                                    | "Voor zijn methode voor het hydrogeneren van organische verbindingen."                                                                                             |
| 1913 | Alfred Werner                                               | Duitsland                                    | "Voor zijn verdiensten op het gebied van de verbinding tussen atomen in moleculen."                                                                                |
| 1914 | Theodore William Richards                                   | Verenigde Staten                             | "Voor zijn bepaling van de atoommassa van een groot aantal elementen."                                                                                             |
| 1915 | Richard Willstätter                                         | Duitsland                                    | "Voor zijn onderzoek naar plantpigmenten." |
| 1916 | (niet toegekend)                                            |                                              | |
| 1917 | (niet toegekend)                                            |                                              | |
| 1918 | Fritz Haber                                                 | Duitsland                                    | "Voor zijn synthese van ammoniak." |
| 1919 | (niet toegekend)                                            |                                              | |
| 1920 | Walther Nernst                                              | Duitsland                                    | "Voor zijn verdiensten op het gebied van de thermochemie." |
| 1921 | Frederick Soddy                                             | Verenigd Koninkrijk                          | "Voor zijn verdiensten op het gebied van de chemie van radioactieve stoffen en zijn onderzoek naar isotopen."                                                      |
| 1922 | Francis William Aston                                       | Verenigd Koninkrijk                          | "Voor zijn ontdekking van isotopen in een groot aantal niet-radioactieve elementen en voor zijn wet van de gehele getallen."                                       |
| 1923 | Fritz Pregl                                                 | Oostenrijk                                   | "Voor zijn uitvinding van de microanalyse voor organische verbindingen."                                                                                           |
| 1924 | (niet toegekend)                                            |                                              | |
| 1925 | Richard Zsigmondy                                           | Hongarije                                    | "Voor zijn demonstratie van de heterogene aard van colloïdale oplossingen en zijn gebruikte methoden."                                                             |
| 1926 | Theodor Svedberg                                            | Zweden                                       | "Voor zijn verdiensten op het gebied van disperse systemen." |
| 1927 | Heinrich Otto Wieland                                       | Duitsland                                    | "Voor zijn onderzoek naar galzuur en gerelateerde substanties." |
| 1928 | Adolf Windaus                                               | Duitsland                                    | "Voor zijn onderzoek naar sterolen en hun verbinding met vitamines."                                                                                               |
| 1929 | Arthur Harden Hans von Euler-Chelpin                        | Verenigd Koninkrijk Zweden                   | "Voor hun onderzoek naar de fermentatie van suiker en fermentatie-enzymen."                                                                                        |
| 1930 | Hans Fischer                                                | Duitsland                                    | "Voor zijn onderzoek naar heemverbindingen en chlorofyl." |
| 1931 | Carl Bosch Friedrich Bergius                                | Duitsland                                    | "Voor hun bijdrage aan de chemische methoden die bij hoge druk verlopen."                                                                                          |
| 1932 | Irving Langmuir                                             | Verenigde Staten                             | "Voor zijn verdiensten op het gebied van de oppervlaktechemie." |
| 1933 | (niet toegekend)                                            |                                              | |
| 1934 | Harold Urey                                                 | Verenigde Staten                             | "Voor zijn ontdekking van deuterium." |
| 1935 | Frédéric Joliot-Curie Irène Joliot-Curie                    | Frankrijk                                    | "Voor hun synthese van nieuwe radioactieve elementen." |
| 1936 | Peter Debije                                                | Nederland                                    | "Voor zijn verdiensten op het gebied van de moleculaire structuur door onderzoek naar dipoolmomenten en de diffractie van röntgenstralen en elektronen in gassen." |
| 1937 | Walter Haworth                                              | Verenigd Koninkrijk                          | "Voor zijn verdiensten op het gebied van de koolhydraten en vitamine C."                                                                                           |
| 1937 | Paul Karrer                                                 | Zwitserland                                  | "Voor zijn verdiensten op het gebied van de carotenoïden, flavines, vitamine A en vitamine B2."                                                                    |
| 1938 | Richard Kuhn                                                | Duitsland                                    | "Voor zijn verdiensten op het gebied van de carotenoïden en de vitamines."                                                                                         |
| 1939 | Adolf Butenandt Lavoslav Ružička                            | Duitsland Kroatië                            | "Voor zijn verdiensten op het gebied van de geslachtshormonen." (Adolf Butenandt) "Voor zijn werk aan polymethylenen en hoge terpenen." (Lavoslav Ružička)         |
| 1940 | (niet toegekend)                                            |                                              | |
| 1941 | (niet toegekend)                                            |                                              | |
| 1942 | (niet toegekend)                                            |                                              | |
| 1943 | George de Hevesy                                            | Hongarije                                    | "Voor zijn verdiensten op het gebied van het gebruik van isotopen om chemische processen te bestuderen."                                                           |
| 1944 | Otto Hahn                                                   | Duitsland                                    | "Voor zijn ontdekking van kernsplijting van zware atoomkernen." |
| 1945 | Artturi Ilmari Virtanen                                     | Finland                                      | "Voor zijn onderzoek en ontdekkingen op het gebied van agricultuur en levensmiddelenchemie."                                                                       |
| 1946 | James Batcheller Sumner                                     | Verenigde Staten                             | "Voor zijn ontdekking dat enzymen kunnen kristalliseren." |
| 1946 | John Howard Northrop Wendell Meredith Stanley               | Verenigde Staten                             | "Voor hun bereiding van enzymen en viruseiwitten in een zuivere vorm."                                                                                             |
| 1947 | Robert Robinson                                             | Verenigd Koninkrijk                          | "Voor zijn onderzoek naar producten van planten, in het bijzonder de alkaloïden."                                                                                  |
| 1948 | Arne Tiselius                                               | Zweden                                       | "Voor zijn onderzoek op het gebied van de elektroforese en de adsorptie analyse."                                                                                  |
| 1949 | William Giauque                                             | Verenigde Staten                             | "Voor zijn bijdragen op het gebied van de chemische thermodynamica."                                                                                               |
| 1950 | Otto Diels Kurt Alder                                       | Duitsland                                    | "Voor hun ontdekking en ontwikkeling van de dieensynthese (de diels-alderreactie)."                                                                                |
| 1951 | Edwin McMillan Glenn Seaborg                                | Verenigde Staten                             | "Voor hun ontdekkingen in de chemie van de transuraan elementen."                                                                                                  |
| 1952 | Archer John Porter Martin Richard Laurence Millington Synge | Verenigd Koninkrijk                          | "Voor hun uitvinding van partitiechromatografie." |
| 1953 | Hermann Staudinger                                          | Duitsland                                    | "Voor zijn ontdekkingen op het gebied van de macromoleculaire chemie."                                                                                             |
| 1954 | Linus Pauling                                               | Verenigde Staten                             | "Voor zijn onderzoek naar de aard van de chemische binding." |
| 1955 | Vincent du Vigneaud                                         | Verenigde Staten                             | "Voor zijn verrichtingen op het gebied van de zwavelverbindingen, in het bijzonder de eerste synthese van een polypeptidehormoon."                                 |
| 1956 | Cyril Norman Hinshelwood Nikolaj Semjonov                   | Verenigd Koninkrijk Sovjet-Unie              | "Voor hun onderzoek naar het mechanisme van chemische reacties."                                                                                                   |
| 1957 | Alexander Todd                                              | Verenigd Koninkrijk                          | "Voor zijn verrichtingen op het gebied van nucleotiden en hun co-enzymen."                                                                                         |
| 1958 | Frederick Sanger                                            | Verenigd Koninkrijk                          | "Voor zijn verrichtingen op het gebied van de structuur van eiwitten, in het bijzonder insuline."                                                                  |
| 1959 | Jaroslav Heyrovský                                          | Tsjecho-Slowakije                            | "Voor zijn ontdekking en ontwikkeling van de polarografische analysemethoden."                                                                                     |
| 1960 | Willard Libby                                               | Verenigde Staten                             | "Voor zijn methode om koolstof-14 te gebruiken voor ouderdomsbepaling."                                                                                            |
| 1961 | Melvin Calvin                                               | Verenigde Staten                             | "Voor zijn onderzoek naar de assimilatie van koolstofdioxide in planten."                                                                                          |
| 1962 | Max Perutz John Kendrew                                     | Verenigd Koninkrijk                          | "Voor hun studie naar de structuur van myoglobine." |
| 1963 | Karl Ziegler Giulio Natta                                   | Duitsland Italië                             | "Voor hun ontdekkingen op het gebied van de hoge polymeren (de Ziegler-Natta-katalysatoren)."                                                                      |
| 1964 | Dorothy Crowfoot Hodgkin                                    | Verenigd Koninkrijk                          | "Voor haar bepaling van de structuur van belangrijk biochemische stoffen met behulp van röntgentechnieken."                                                        |
| 1965 | Robert Burns Woodward                                       | Verenigde Staten                             | "Voor zijn verdiensten op het gebied van de organische synthese."                                                                                                  |
| 1966 | Robert Mulliken                                             | Verenigde Staten                             | "Voor zijn verdiensten op het gebied van de chemische binding en de elektronische structuur van moleculen."                                                        |
| 1967 | Manfred Eigen Ronald George Wreyford Norrish George Porter  | Duitsland Verenigd Koninkrijk                | "Voor hun studies naar zeer snelle reacties." |
| 1968 | Lars Onsager                                                | Noorwegen                                    | "Voor de ontdekking van de naar hem genoemde reciproque relatie."                                                                                                  |
| 1969 | Derek Barton Odd Hassel                                     | Verenigd Koninkrijk Noorwegen                | "Voor hun bijdragen aan de ontwikkeling van het begrip conformatie."                                                                                               |
| 1970 | Luis Federico Leloir                                        | Argentinië                                   | "Voor zijn ontdekking van suikernucleotiden en hun rol in de biosynthese van koolhydraten."                                                                        |
| 1971 | Gerhard Herzberg                                            | Duitsland                                    | "Voor zijn bijdragen aan de elektronenstructuur en de geometrie van moleculen, in het bijzonder vrije radicalen."                                                  |
| 1972 | Christian Anfinsen                                          | Verenigde Staten                             | "Voor zijn verdiensten op het gebied van de ribonuclease." |
| 1972 | Stanford Moore William Stein                                | Verenigde Staten                             | "Voor hun bijdragen aan het begrip van de link tussen de chemische structuur en de katalytische activiteit van ribonuclease."                                      |
| 1973 | Ernst Otto Fischer Geoffrey Wilkinson                       | Duitsland Verenigd Koninkrijk                | "Voor hun verdiensten op het gebied van de chemie van de organometaalverbindingen."                                                                                |
| 1974 | Paul Flory                                                  | Verenigde Staten                             | "Voor zijn fundamentele verrichtingen, zowel theoretisch als experimenteel, op het gebied van de fysische chemie van macromoleculen."                              |
| 1975 | John Cornforth                                              | Verenigd Koninkrijk                          | "Voor zijn verrichtingen op het gebied ven de stereochemie van enzymgekatalyseerde reacties."                                                                      |
| 1975 | Vladimir Prelog                                             | Kroatië                                      | "Voor zijn onderzoek naar de stereochemie van organische moleculen en reacties."                                                                                   |
| 1976 | William Lipscomb                                            | Verenigde Staten                             | "Voor zijn studie naar de structuur van boranen." |
| 1977 | Ilya Prigogine                                              | België                                       | "Voor zijn bijdrage aan de niet-evenwichtthermodynamica." |
| 1978 | Peter Mitchell                                              | Verenigd Koninkrijk                          | "Voor zijn formulering van de chemiosmotische theorie." |
| 1979 | Herbert Brown Georg Wittig                                  | Verenigde Staten Duitsland                   | "Voor hun ontwikkeling van boor- en fosforbevattende reagentia in de organische synthese (de Wittig-reactie)."                                                     |
| 1980 | Paul Berg                                                   | Verenigde Staten                             | "Voor zijn fundamentele studie naar de biochemie van nucleïnezuren, in het bijzonder recombinant DNA."                                                             |
| 1980 | Walter Gilbert Frederick Sanger                             | Verenigde Staten Verenigd Koninkrijk         | "Voor hun bijdragen aan de bepaling van de basenvolgorde in nucleïnezuren."                                                                                        |
| 1981 | Kenichi Fukui Roald Hoffmann                                | Japan Verenigde Staten                       | "Voor hun theorieën op het gebied van het verloop van chemische reacties."                                                                                         |
| 1982 | Aaron Klug                                                  | Verenigd Koninkrijk                          | "Voor zijn ontwikkeling van kristallografische elektronenmicroscopie."                                                                                             |
| 1983 | Henry Taube                                                 | Verenigde Staten                             | "Voor zijn verrichtingen op het gebied van mechanismes van elekronenoverdrachtsreacties."                                                                          |
| 1984 | Robert Bruce Merrifield                                     | Verenigde Staten                             | "Voor zijn ontwikkeling van de methodologie voor chemische syntheses op een vaste matrix."                                                                         |
| 1985 | Herbert Hauptman Jerome Karle                               | Verenigde Staten                             | "Voor hun ontwikkeling van directe methoden voor de bepaling van kristalstructuren."                                                                               |
| 1986 | Dudley Herschbach Yuan Lee John Polanyi                     | Verenigde Staten Hongarije                   | "Voor hun bijdragen op het gebied van de dynamica van elementaire chemische processen."                                                                            |
| 1987 | Donald Cram Jean-Marie Lehn Charles Pedersen                | Verenigde Staten Frankrijk                   | "Voor hun ontwikkeling en gebruik van moleculen met structuurspecifieke interacties met hoge selectiviteit."                                                       |
| 1988 | Johann Deisenhofer Robert Huber Hartmut Michel              | Duitsland                                    | "Voor hun bepaling van de driedimensionale structuur van een fotosynthetisch reactiecentrum."                                                                      |
| 1989 | Sidney Altman Thomas Cech                                   | Canada Verenigde Staten                      | "Voor hun ontdekking van katalytische eigenschappen van RNA." |
| 1990 | Elias James Corey                                           | Verenigde Staten                             | "Voor zijn ontwikkeling van de theorie en methodologie van organische syntheses, met name de retrosynthetische analyse."                                           |
| 1991 | Richard Ernst                                               | Zwitserland                                  | "Voor zijn bijdragen aan de ontwikkeling van hoger resolutie NMR-spectroscopie."                                                                                   |
| 1992 | Rudolph Marcus                                              | Verenigde Staten                             | "Voor zijn bijdragen aan de theorie van elektronenoverdrachtsreacties in chemische systemen."                                                                      |
| 1993 | Kary Mullis Michael Smith                                   | Verenigde Staten Canada                      | "Voor hun bijdragen aan de ontwikkeling van methoden binnen de DNA-chemie."                                                                                        |
| 1994 | George Olah                                                 | Verenigde Staten                             | "Voor zijn bijdragen aan de chemie der carbokationen." |
| 1995 | Paul Crutzen Mario Molina Frank Sherwood Rowland            | Nederland Mexico Verenigde Staten            | "Voor hun verrichtingen op het gebied van de atmosfeerchemie, in het bijzonder het ozongat."                                                                       |
| 1996 | Robert Curl Harold Kroto Richard Smalley                    | Verenigde Staten Verenigd Koninkrijk         | "Voor hun ontdekking van fullerenen." |
| 1997 | Paul Boyer John E. Walker                                   | Verenigde Staten Verenigd Koninkrijk         | "Voor hun verklaring van het enzymatische mechanisme bij de synthese van ATP."                                                                                     |
| 1997 | Jens Skou                                                   | Denemarken                                   | "Voor zijn ontdekking van het iontransportenzym Na+K+-ATPase." |
| 1998 | Walter Kohn                                                 | Verenigde Staten                             | "Voor zijn ontwikkeling van de dichtheidsfunctionaaltheorie (DFT)."                                                                                                |
| 1998 | John Pople                                                  | Verenigd Koninkrijk                          | "Voor zijn ontwikkeling van computationele methoden in de kwantumchemie."                                                                                          |
| 1999 | Ahmed Zewail                                                | Egypte                                       | "Voor zijn studie naar de overgangstoestanden van chemische reacties met behulp van femtoseconde spectroscopie."                                                   |
| 2000 | Alan Heeger Alan MacDiarmid Hideki Shirakawa                | Verenigde Staten Nieuw-Zeeland Japan         | "Voor hun ontdekking en ontwikkeling van geleidende polymeren." |
| 2001 | William Knowles Ryoji Noyori                                | Verenigde Staten Japan                       | "Voor hun verrichtingen op het gebied van chiraal gekatalyseerde hydrogeneringsreacties."                                                                          |
| 2001 | Barry Sharpless                                             | Verenigde Staten                             | "Voor zijn verrichtingen op het gebied van chiraal gekatalyseerde oxidatiereacties."                                                                               |
| 2002 | Kurt Wüthrich John Fenn Koichi Tanaka                       | Zwitserland Verenigde Staten Japan           | "Voor hun ontwikkeling van methoden voor identificatie en structuuranalyse van biologische macromoleculen."                                                        |
| 2003 | Peter Agre Roderick MacKinnon                               | Verenigde Staten                             | "Voor hun ontdekkingen op het gebied van kanalen in celmembranen."                                                                                                 |
| 2004 | Aaron Ciechanover Avram Hershko Irwin Rose                  | Israël Verenigde Staten                      | "Voor hun ontdekking van de rol van ubiquitine bij de eiwit degradatie."                                                                                           |
| 2005 | Robert Grubbs Richard Schrock Yves Chauvin                  | Verenigde Staten Frankrijk                   | "Voor de ontwikkeling van de metathesemethode in de organische syntheses (alkeenmetathese)."                                                                       |
| 2006 | Roger Kornberg                                              | Verenigde Staten                             | "Voor de studie van de moleculaire basis van eukaryotische transcriptie."                                                                                          |
| 2007 | Gerhard Ertl                                                | Duitsland                                    | "Voor zijn studies naar chemische processen op vaste oppervlakken."                                                                                                |
| 2008 | Osamu Shimomura Martin Chalfie Roger Tsien                  | Japan Verenigde Staten                       | "Voor hun ontdekking en ontwikkeling van het groen fluorescent proteïne (GFP)."                                                                                    |
| 2009 | Thomas Steitz Ada Yonath Venkatraman Ramakrishnan           | Verenigde Staten Israël                      | "Voor studies naar de structuur en de functies van het ribosoom."                                                                                                  |
| 2010 | Richard Heck Ei-ichi Negishi Akira Suzuki                   | Verenigde Staten Japan                       | "Voor de ontwikkeling van door palladium gekatalyseerde koppelingsreacties in de organische synthese."                                                             |
| 2011 | Daniel Shechtman                                            | Israël                                       | "Voor de ontdekking van quasikristallen." |
| 2012 | Brian Kobilka Robert Lefkowitz                              | Verenigde Staten                             | "Voor de studie naar G-proteïnegekoppelde receptor." |
| 2013 | Martin Karplus Michael Levitt Arieh Warshel                 | Verenigde Staten Israël                      | "Voor de ontwikkeling van multischaalmodellen voor complexe chemische systemen."                                                                                   |
| 2014 | Eric Betzig Stefan Hell William Moerner                     | Verenigde Staten Duitsland                   | "Voor de ontwikkeling van superresolutie fluorescentiemicroscopie."                                                                                                |
| 2015 | Tomas Lindahl Paul Modrich Aziz Sancar                      | Zweden Verenigde Staten Turkije              | "Voor hun mechanische studies van DNA-reparatie." |
| 2016 | Jean-Pierre Sauvage Fraser Stoddart Ben Feringa             | Frankrijk Verenigd Koninkrijk Nederland      | "Voor het ontwerp en de synthese van moleculaire machines." |
| 2017 | Jacques Dubochet Joachim Frank Richard Henderson            | Zwitserland Duitsland Verenigd Koninkrijk    | "Voor de ontwikkeling van de cryo-elektronenmicroscopie, waarmee in hoge resolutie de structuur bepaald kan worden van biomoleculen in oplossing."                 |
| 2018 | Frances Arnold Gregory Winter George P. Smith               | Verenigde Staten Verenigd Koninkrijk         | "Voor de eerste gecontroleerde evolutie van eiwitten, waarmee nieuwe medicijnen gemaakt kunnen worden."                                                            |
| 2019 | John B. Goodenough M. Stanley Whittingham Akira Yoshino     | Verenigde Staten Verenigd Koninkrijk Japan   | "Voor de ontwikkeling van lithium-ionbatterijen." |
| 2020 | Emmanuelle Charpentier Jennifer Doudna                      | Frankrijk Verenigde Staten                   | "Voor het ontwikkelen van een methode om het genoom te veranderen."                                                                                                |
| 2021 | Benjamin List David MacMillan                               | Duitsland Verenigd Koninkrijk                | "Voor het ontwikkelen van asymmetrische katalyse." |
| 2022 | Carolyn Bertozzi Morten Meldal Karl Barry Sharpless         | Verenigde Staten Denemarken Verenigde Staten | "Voor de ontwikkeling van klikchemie en bio-orthogonale chemie."                                                                                                   |
| 2023 | Moungi Bawendi Louis Brus Alexei Ekimov                     | Tunesië Verenigde Staten Rusland             | "Voor de ontdekking en synthese van kwantumdots." |
| 2024 | David Baker                                                 | Verenigde Staten                             | "Voor computationeel proteïneontwerp" |
| 2024 | Demis Hassabis John Jumper                                  | Verenigd Koninkrijk Verenigde Staten         | "Voor voorspelling van de eiwitstructuur" |